# Каурма
Каурма (груз. ყაურმა) — село в Грузії.
За даними перепису населення 2014 року в селі проживає 302 особи.